# Oleksandr Zhyrnyi
Oleksandr Zhyrnyi (en ukrainien : Олександр Миколайович Жирний), né le 25 février 1987 à Oufa, est un biathlète russe, devenu ukrainien.

## Carrière
Il obtient une médaille de bronze avec le relais russe aux Championnats d'Europe 2012 pour sa première compétition majeure. Par la suite, il n'obtient pas de résultats convaincants et se tourne vers l'équipe d'Ukraine en 2014. Il prend part à la première étape de Coupe du monde de la saison 2014-2015 disputée à Östersund. Il obtient ses premiers points à Ruhpolding (32e). Il participe aussi aux Championnats du monde de Kontiolahti.  
Lors de la saison 2015-2016, il obtient plusieurs résultats dans les vingt premiers dont une 13e place au sprint de Khanty-Mansiïsk.
Il dispute sa dernière saison active en 2017-2018.

## Palmarès

### Championnats du monde
| Épreuve / Édition          | Individuel | Sprint | Poursuite | Départ en masse | Relais | Relais mixte |
| Mondiaux 2015 Kontiolahti  | —          | 48e    | 44e       | —               | 9e     | —            |
| Mondiaux 2016 Holmenkollen | 40e        | 28e    | 25e       | —               | 16e    | —            |
| Mondiaux 2017 Hochfilzen   |            | 58e    | 45e       |                 |        | —            |

Légende :
- — : non disputée par Zhyrnyi

### Coupe du monde
- Meilleur classement général : 40e en 2016.
- Meilleur résultat individuel : 13e.

#### Différents classements en Coupe du monde
| Année     | Classement général final | Sprint | Poursuite | Individuel | Mass start |
| 2014-2015 | 78e                      | 79e    | 72e       | 59e        | -          |
| 2015-2016 | 40e                      | 32e    | 36e       | 51e        | -          |

### Championnats d'Europe
- 1 médaille de bronze en 2012 en relais (Russie).
- 1 médaille de bronze en 2017 en relais mixte (Ukraine).

### Championnats du monde de biathlon d'été
- Médaille de bronze de la poursuite en 2016.

### IBU Cup
- 1 podium.